# Brunnenregion

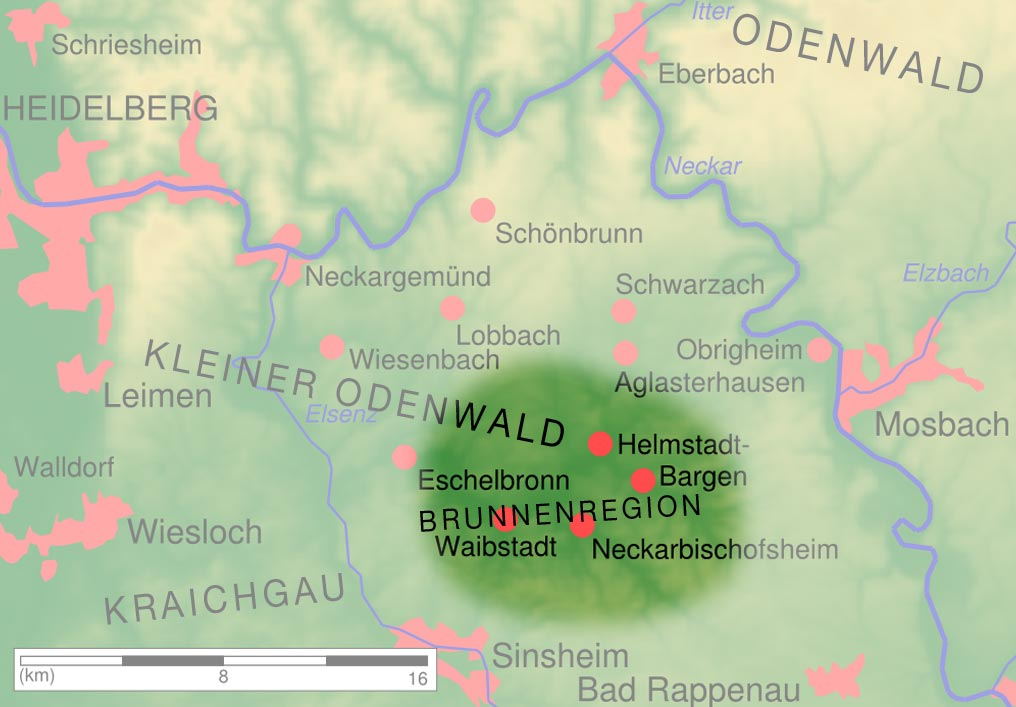
Die Brunnenregion im nördlichen Baden-Württemberg

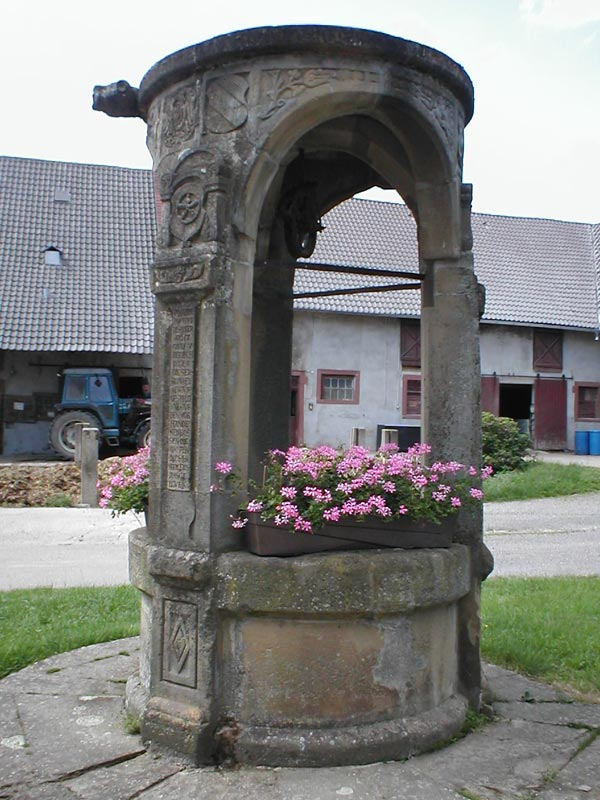
Der renaissancezeitliche Ziehbrunnen in Helmstadt ist einer der historisch bedeutendsten Brunnen der Brunnenregion

Die Brunnenregion ist ein Naherholungsgebiet im östlichen Rhein-Neckar-Kreis in Baden-Württemberg. Es handelt sich dabei um keine historische Bezeichnung des Schwarzbachtals, sondern um ein Anfang des neuen Jahrhunderts geschaffenes Touristenlogo der beteiligten Gemeinden.

## Geografie

### Geografische Lage
Die Region liegt im Übergang vom Kleinen Odenwald zum Kraichgauer Hügelland. Umliegende größere Städte sind Heidelberg, Heilbronn und Karlsruhe, die nächstgelegene Große Kreisstadt ist Sinsheim. Der Schwarzbach und der Krebsbach sind die Hauptgewässer der Brunnenregion.

## Städte und Gemeinden
Die Brunnenregion besteht aus den Gemeinden des „Gemeindeverwaltungsverbands Waibstadt“:
- Waibstadt, Stadt und Sitz der Brunnenregion
- Neckarbischofsheim, Stadt
- Epfenbach
- Helmstadt-Bargen
- Neidenstein
- Reichartshausen

## Brunnen
Die Brunnenregion weist eine hohe Dichte von historischen Brunnen auf. Diese haben hier zwar keine andere Bedeutung als andernorts auch, stellen jedoch in den geschichtlich und konfessionell sich andersartig entwickelnden Orten der Brunnenregion ein sympathisches Bindeglied der Orte dar. Oftmals sind sie aus dem im Kleinen Odenwald typischen Buntsandstein gefertigt. Die Brunnen prägen teilweise die Ortsbilder der Region und zählen daher mitunter zu den Wahrzeichen der Orte, wie beispielsweise der renaissancezeitliche Ziehbrunnen in Helmstadt, der dort vom einstigen Wasserschloss der bedeutenden Herren von Helmstatt kündet, und der Rathausbrunnen in Waibstadt mit dem „Brunnenweible“, einer Brunnenfigur, die nach der Legende ein deutscher Kaiser im 12. Jahrhundert als Dank für sein geglücktes Versteck in Waibstadt gestiftet haben soll.

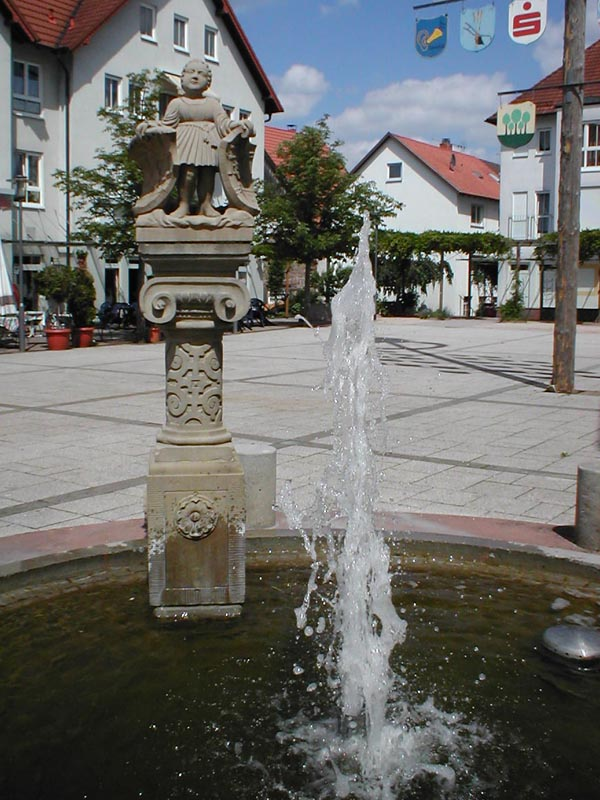
„Brunnenweible“ in Waibstadt
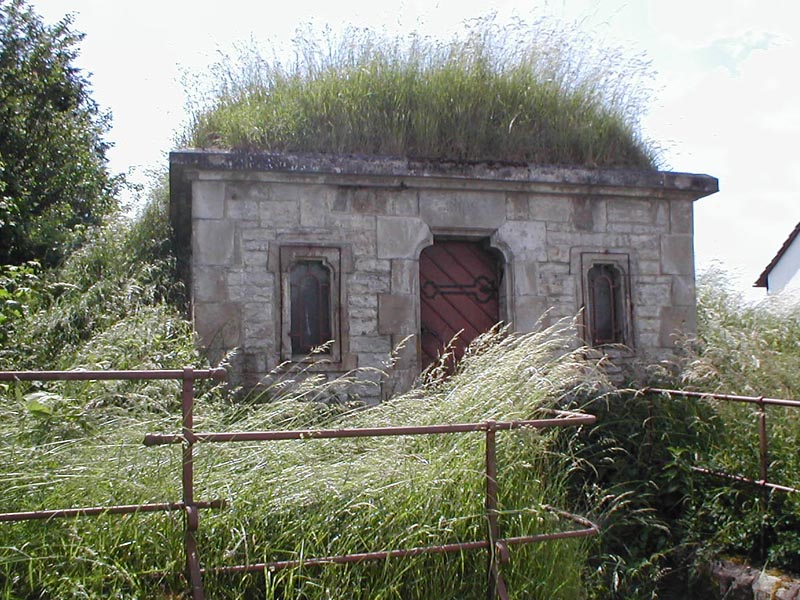
Hist. Brunnenhaus von 1906 in Waibstadt
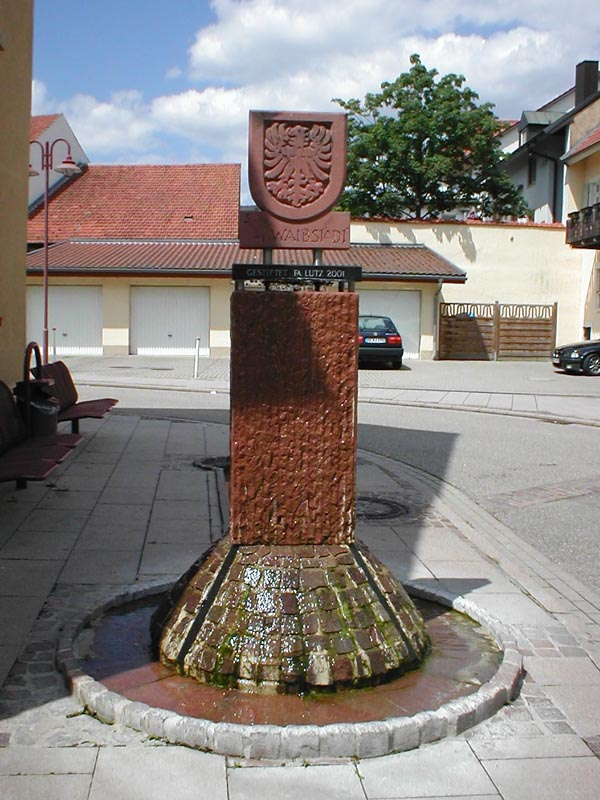
Stadtbrunnen am Bismarckplatz in Waibstadt
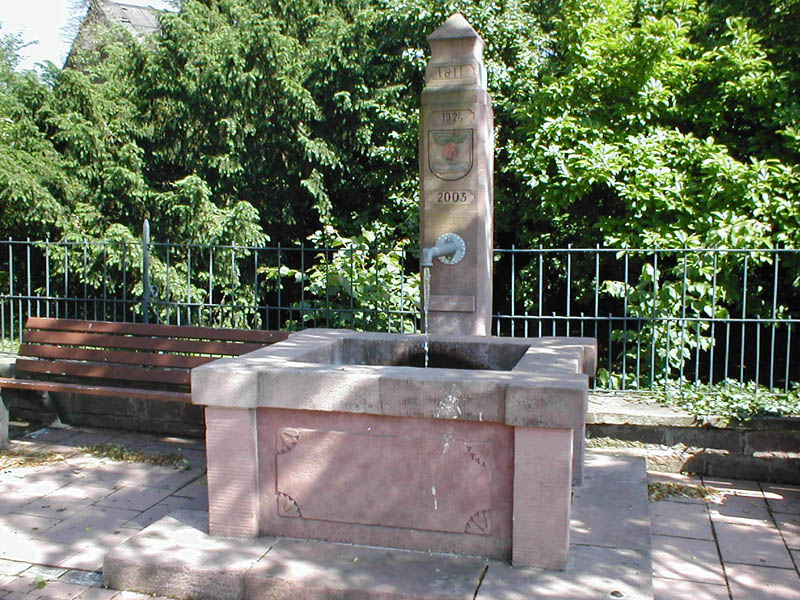
Dorfbrunnen in Epfenbach von 1811
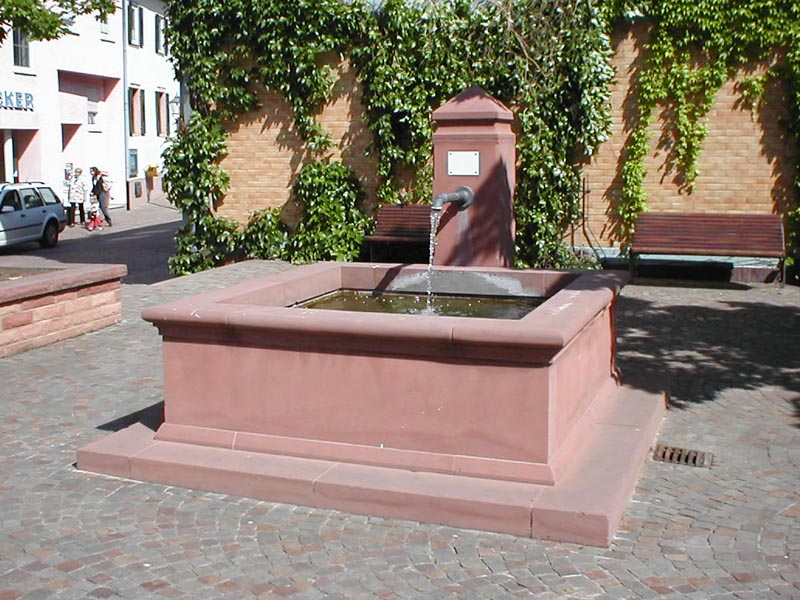
Marktbrunnen in Epfenbach
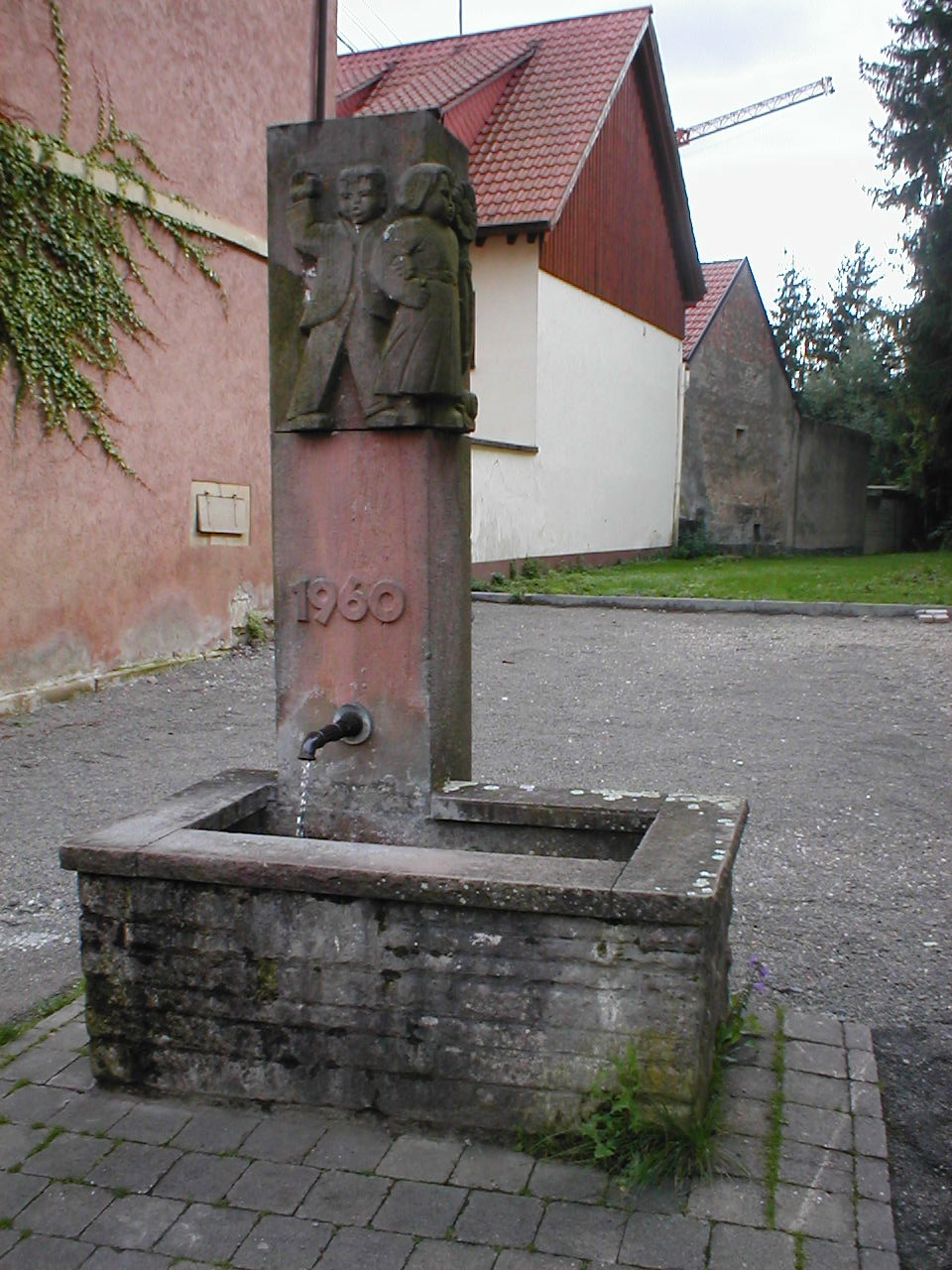
Dorfbrunnen in Bargen
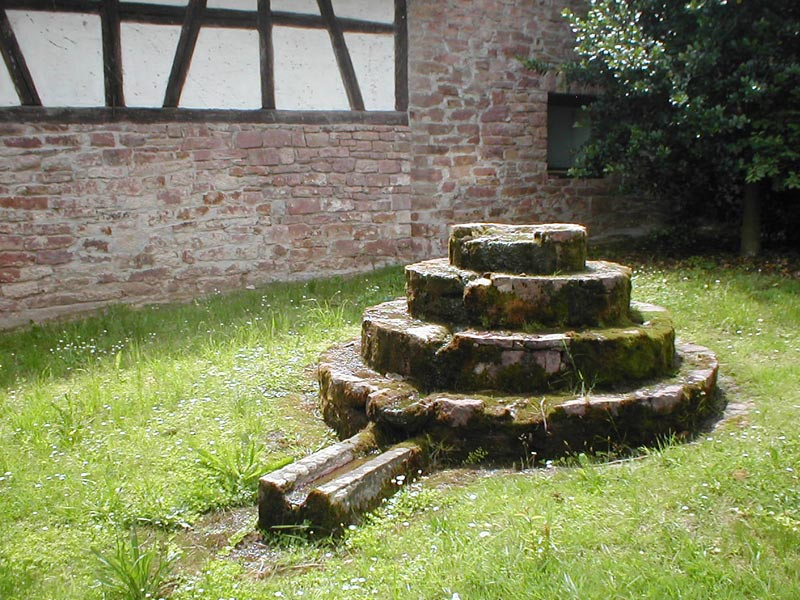
Brunnen in Reichartshausen
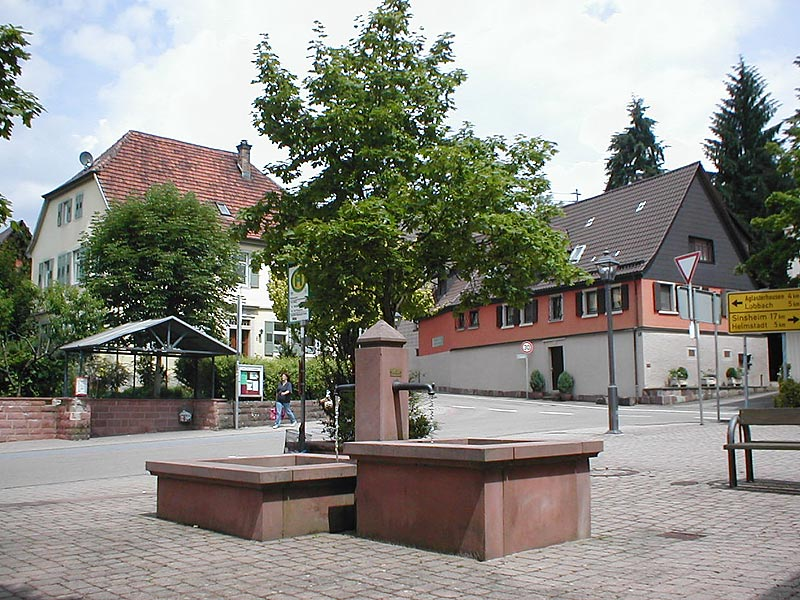
Dorfbrunnen in Reichartshausen

## Museen
Die Brunnenregion kann drei Heimatmuseen aufweisen: Im ehemaligen Fronhof des Klosters Lobenfeld in Epfenbach, im fünfeckigen Turm in Neckarbischofsheim und in der Veste Neidenstein.

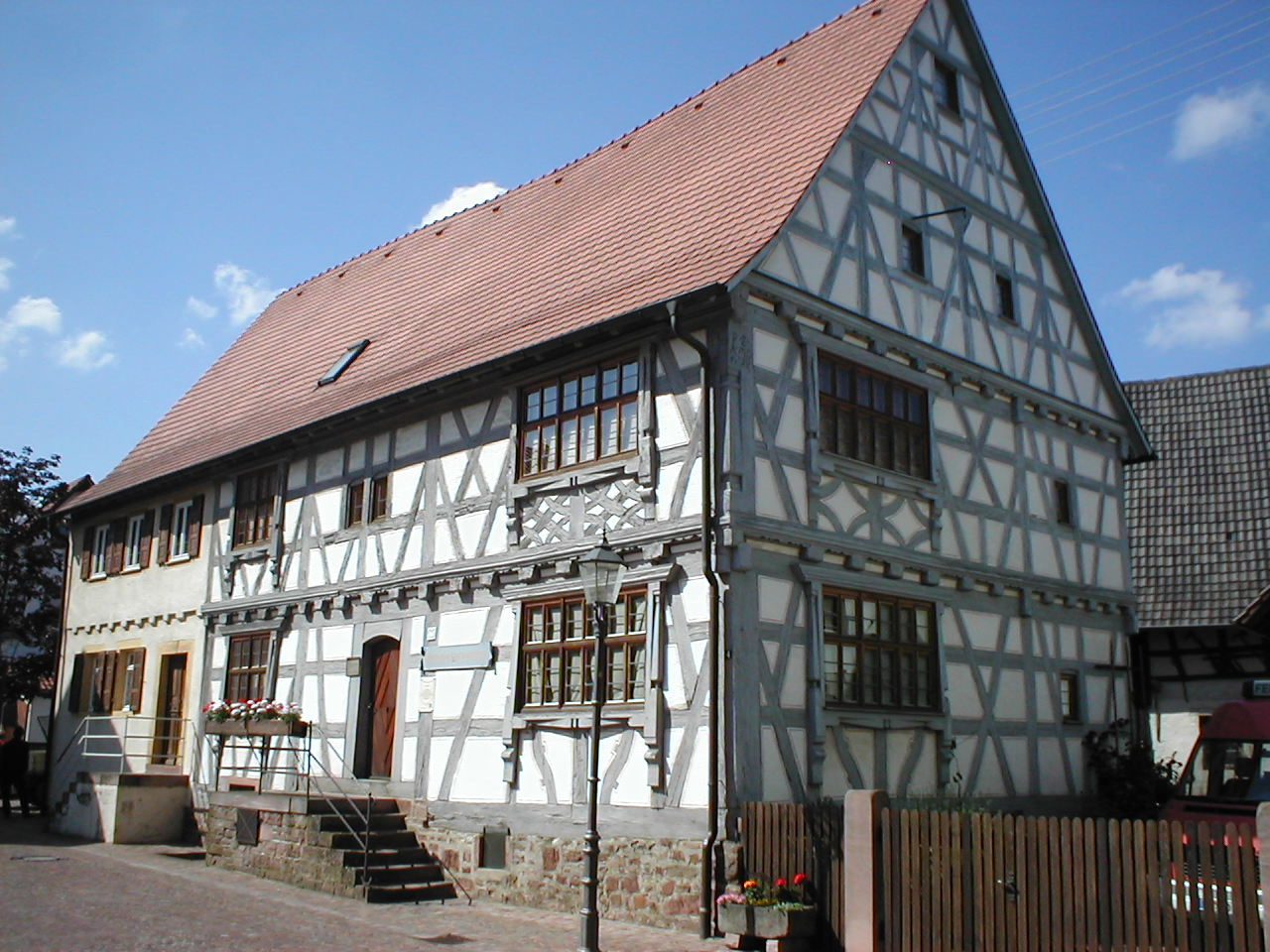
Heimatmuseum Epfenbach
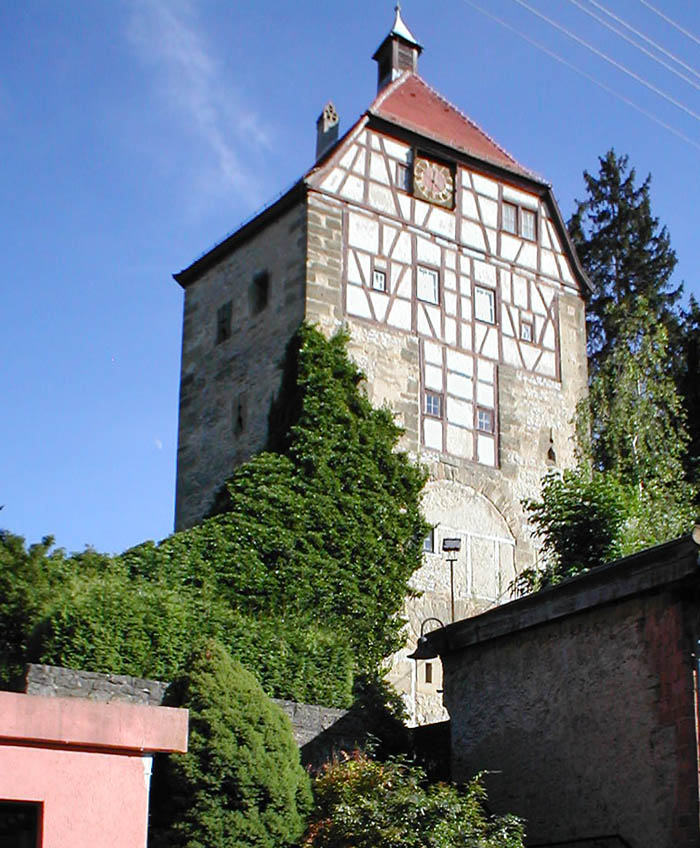
Heimatmuseum Neckarbischofsheim
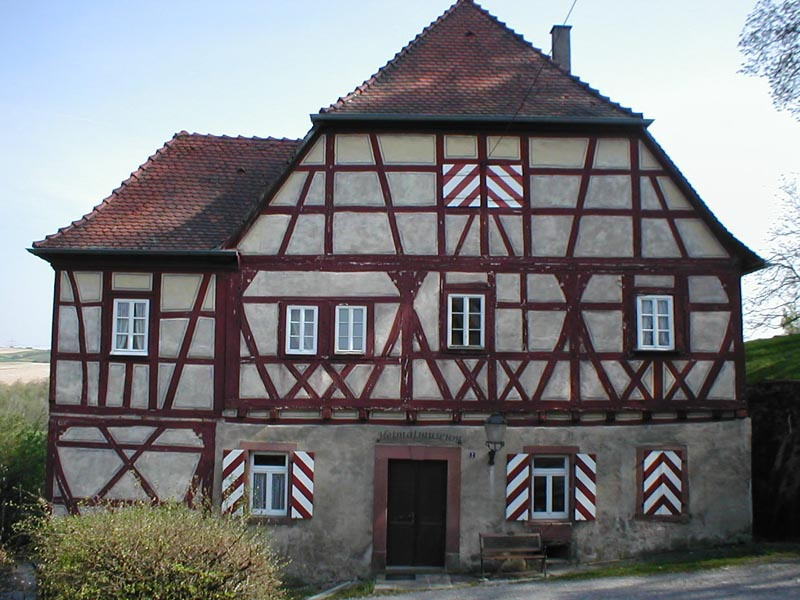
Heimatmuseum Neidenstein

## Wirtschaft und Infrastruktur

### Verkehr

#### Straßenverkehr
Wichtigste Straße der Brunnenregion ist die Bundesstraße 292. Nur wenige Kilometer entfernt liegt der Autoanschluss Sinsheim der A 6.

#### Öffentlicher Nahverkehr
Über die Schwarzbachtalbahn (Meckesheim – Aglasterhausen) haben die Gemeinden Waibstadt, Helmstadt-Bargen und Neidenstein Anschluss an das Bahnnetz. Die Strecke wurde gemeinsam mit der Elsenztalbahn bis 2009 elektrifiziert und in das Netz der S-Bahn RheinNeckar aufgenommen. Dadurch entstehen Verbindungen nach Heidelberg und Mannheim. Auf der Krebsbachtalbahn gibt es seit August 2009 keinen regulären Verkehr mehr.
Ein verbindendes Element der Brunnenregion sind die durch die PalatinaBus bedienten Buslinien 782, 795, 796 und 797 des Verkehrsverbund Rhein-Neckar, welche die Gemeinden der Brunnenregion untereinander sowie mit Sinsheim verbinden.

#### Medien
Die meistverbreitete Zeitung ist die Rhein-Neckar-Zeitung.